# Shirahige-jinja

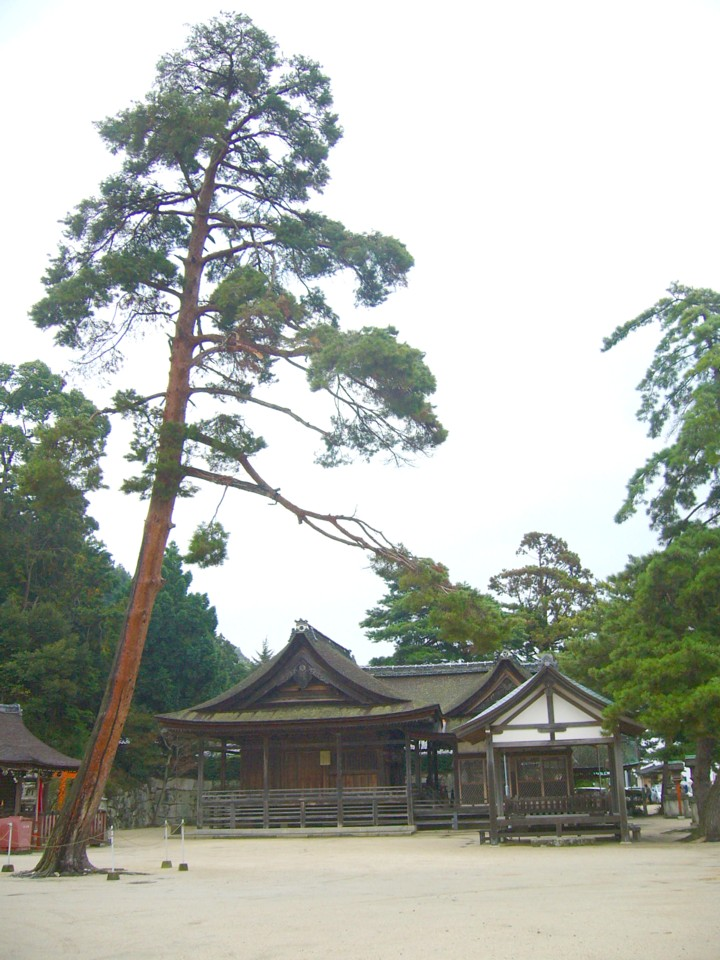
Vue du sanctuaire Shirahige.

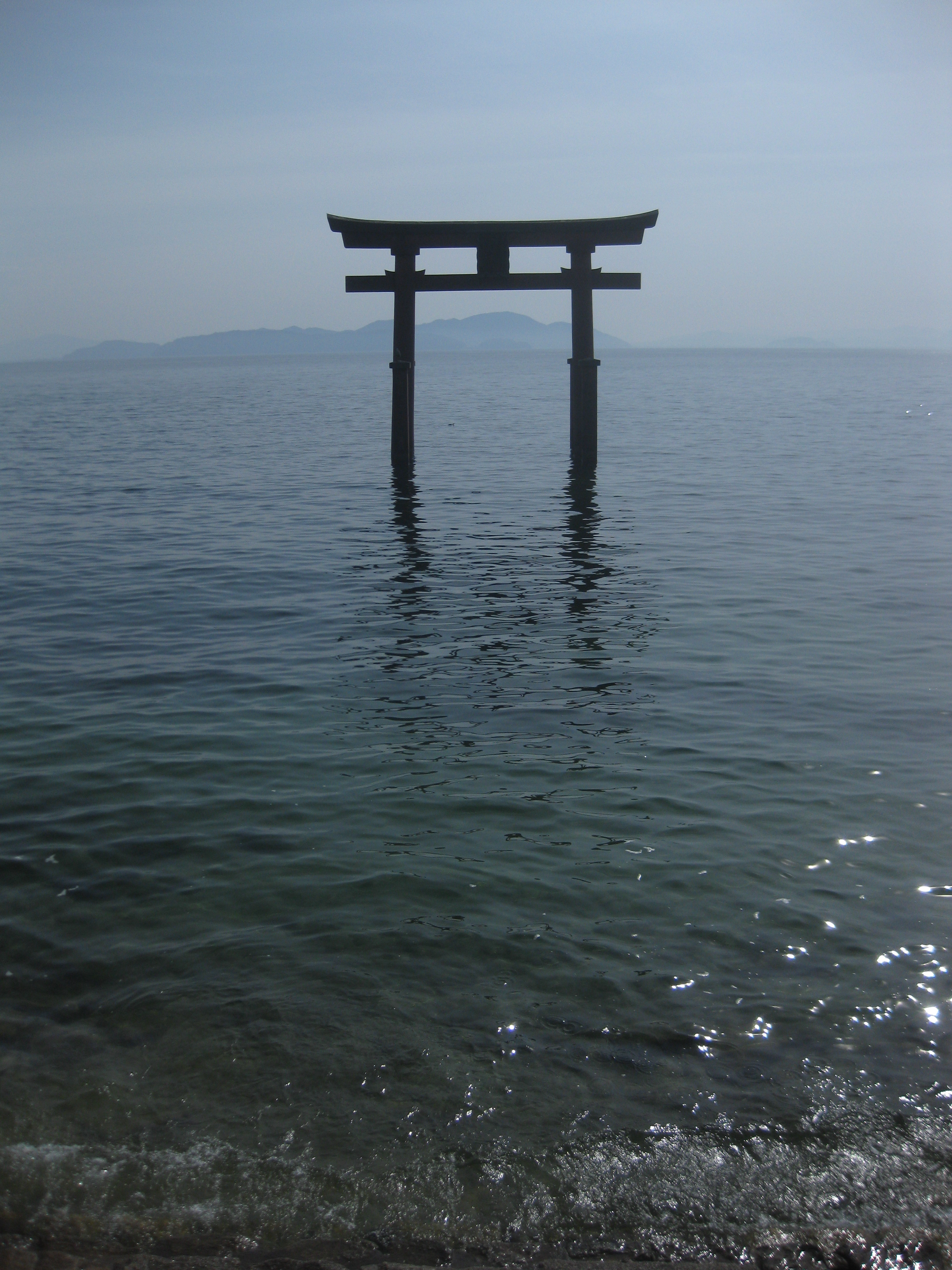
Torii du sanctuaire dans le lac Biwa.

Le Shirahige-jinja (白鬚神社) est un sanctuaire shinto dédié à Sarutahiko Okami et situé à Takashima, préfecture de Shiga, au Japon. Il est le premier en importance des sanctuaires Shirahige de tout le Japon.